# ローレンス (カンザス州)
ローレンス（英: Lawrence）は、アメリカ合衆国カンザス州の都市。ダグラス郡の郡庁所在地である。人口は9万4934人（2020年）で、州内第6の都市である。州都トピカの東40キロメートル、カンザスシティの西56キロメートルに位置している。
ローレンスはカンザス州北東部、カンザス川とワカルサ川の間にあり、カンザス大学とハスケルインディアン大学のキャンパスがある学園都市である。カンザス大学は町が開かれて12年後の1866年に設立されており、大学と町の関係は深い。
ローレンスはニューイングランド移民援助会社 (New England Emigrant Aid Company) によって設立された。共和党と支持者で奴隷制に反対のマサチューセッツ州出身のアモス・アダムス・ローレンスがローレンスの開拓と財政的援助を行った行為に敬意を表してローレンス市と名付けられた。ローレンスは、血を流すカンザス（1854年 - 1861年）とワカルサ戦争（1855年）、ローレンス略奪（1856年）の主要な場所として知られている。南北戦争中（1861年 - 1865年）には、ローレンスの虐殺（1863年）が起きた。
ローレンスは自由州を支持する政治的中枢な場所として始まった。ローレンスの経済は様々な経済的活動、例えば教育的要因、産業的要因、農業的要因に影響を及ぼしている。1866年にカンザス大学が設立され、1884年にハスケルインディアン大学が設立されるなど様々な私立と公立学校がある。

## 歴史

### 開拓地
1854年5月以前カンザス準州からショーニー族が住むインディアン居留地が1830年に存在していた。1850年代にローレンスはカンザス川に並行してオレゴン・トレイルに位置した。丘の周辺はホッグバック・リッジとして知られており、（いまではマウント・オリアドとして知られていてそれはカンザス川とワカルサ川が流れている）それはオレゴン・トレイルの目印と展望として使われている。その領域が1854年以前はまだ公式的に領域として認められておらず、その場所をスコッターが占拠していた。
ローレンスは奴隷を行うための政治的な理由で建てられた。奴隷制は1800年前期から中期にかけて白熱した議論が交わされた。北部民主党はミシガン州のルイス・カス上院議員とイリノイ州のスティーブン・ダグラス上院議員によって支配されていて、彼らは新たに国民主権を主張するものとして、奴隷問題に対し、自由州という立場をとった。この教義を支持する人達はこの決定は民主主義的だと考えた。今まではワシントンD.C.の政治家が奴隷制に対する対応を決定していたが、この場合はカンザスの政治家が自ら決め、奴隷に対して新たに作られた領域であり、この決定が正式に許可された。スティーブン・ダグラスは国民主権を主張する主力としてミズーリ妥協とは違う形の法律、カンザスとネブラスカを新たに領域とするカンザス・ネブラスカ法を作り、1854年にその法律が議会を通して制定された。
キリスト信者であり、奴隷制度廃止運動者であるリチャード・コードリーは、その議案が可決成立した後、「失意に満ちた北部地域」、さらに、「カンザスを開拓するということは奴隷問題をさらに深刻化させ、後にカンザス奴隷州を作り出すもの。」と表現した"。この出来事が起こる可能性が非常に高かった。なぜなら、カンザスの近隣の州であるミズーリ州がすでに奴隷州であったため、その州に人達は近隣の州に移動したいためカンザスを奴隷州として新たに設立させたかった。カンザス・ネブラスカ法の支持者は激怒し、何とかしてでもこの奴隷州拡大の傾向を止めたかった。そのため共和党が主導してこの活動を制度化し拡大を食い止めた。この活動支持者達がまず始めたことはカンザスに議案が提示する意味の奴隷がいるのかいないのかをもう一度議員や法支持者などの全体を交えて議論を交わした。開拓者たちが主導して自由州にした。1895年に刊行された「A History of Lawrence」(ローレンスの歴史)によると、リチャード・コードリーはこう書いた:
この組織的て拡大的な活動「カンザスに人々が流入したこと」が行われているがそれは実際ニューイングランド移民援助会社によって行われているものである...この活動に従事した「アメリカ合衆国下院の共和党員である」イライ・テイラー、「共和党支持者で会社員である奴隷制に反対派である」アモス・アダムス・ローレンスなどがすぐに行動を起こし、この問題に対しての住人達の興味引かせ、カンザスへの移民を促進した。1854年6月の早々、彼らはフィッチバーグのチャールズ・エル・ロビンソンとホルヨークチャールズ・ブランコムを現地に送り、領地の探索と植民地に適した場所探し求めた...過去にロビンソンはカンザスの地を歩いていた時、ある丘を登って見下ろした場所が後にローレンスと呼ばれる場所であった。彼らはその地を最も美しい場所と表現した。このような出会いがある事を予想だにしていなかった; しかし、植民地の候補地を選ばないといけなくなった時、ロビンソンが丘から見た景色を思い出し疑う余地もなくローレンスを最終的な場所として選んだ。植民地の地探し求めている時、未知の場所を探し求める事は彼にとっては初めてのことではなかった。

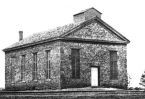
プリマス会衆教会 (1857年)

1854年9月にプリマス会衆教会が設立された。1855年1月にローレンス市の中で始めて郵便局が設立された。

### 血を流すカンザスと南北戦争
1855年の初頭、奴隷制に反対の開拓者たちはローレンス周辺を開拓し定住し、人々は奴隷制に対する政治的闘争を行っていた。1855年8月27日に奴隷制に賛成派のダグラス郡(カンザス準州の首都であるレコンプトンとフランクリンとローンスターから成り立っている)カンザス準州の代理で政治家を務めていたダニエル・ウッドストンがサムエル・J・ジョンスが退任した後熱心な奴隷制賛成派の郡保安官として後を追った。そして、1855年10月に、無遠慮な発言で有名な奴隷制度廃止運動家のジョン・ブラウンがカンザス準州を訪れ、彼は「魔王と軍人会」（すなわち、奴隷制賛成派の領域）と戦うために武器を持ってきた。
1855年全般的に奴隷制賛成派と反対派が共存することが非常に難しい時期であった。そして、1855年11月21日に奴隷制賛成派のフランクリン・コールマンと自由州賛成派のチャールズ・ダウが激しい激論を交わした後、ダウがコールマンを9度も背後から銃で撃った。この出来事は長年にわたり議論されている奴隷賛成派と反対派の闘争の最高の出来事となった、時折ダウとコールマンはローレンス市から23㎞（14マイル）南部に位置するヒッコリー・ポイント郵便局の土地の自治権について喧嘩しあっていた。ボーダー戦争百科事典によると「政治はコールマンがダウを殺す動機付けにはなっていないが、この出来事がカンザスの今後十年間の暴力的な政治闘争模様を物語っている」と記した。ジョンスがこの事件について調べた時、コールマンが打たれた時自己防衛に入ったことが分かった。郡保安官側は治安妨害を恐れて同国の奴隷賛成派に味方して、ダウを逮捕する代わりに彼を逮捕した。ブランソンは自由州支持派のギャングであるサムエル・ニュウィット・ウッドを素早く救った。
奴隷制に賛成派と反対派の交戦を仲裁するためにカンザス準州の政治家であるウィルソン・シャノンはカンザスの民兵達が平和的解決を保つために必要とされていた。シャノンはカンザス出身のカンザス民兵隊を結成するつもりであったが、ジョンスは1,500人ものミズーリ州出身の奴隷賛成派の人達を集めて兵隊を結成した。ローレンス市民がジョンスの兵隊の存在を知った時、この兵隊達と戦うために800人分の「ビーチャーズ・バイブル」(シャープス銃)を調達した。
1858年1月16日にローレンスはダグラス郡の郡庁所在地になった。

### 南北戦争後

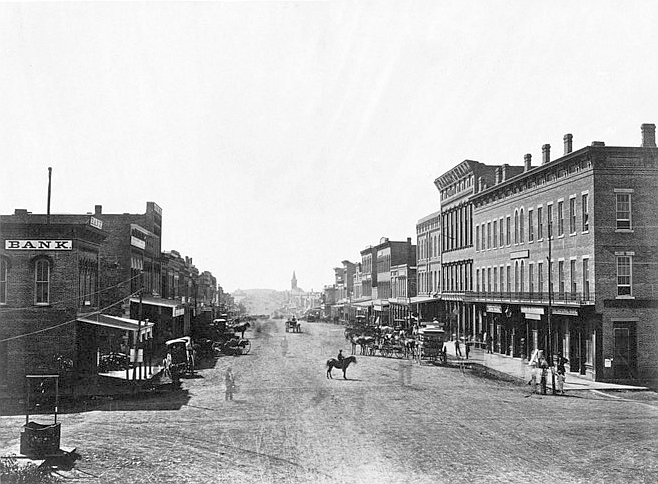
マサチューセッツ通り、(1867年)

1855年にカンザスの中で大学の設立に着手したが、1861年にカンザス州が設立した後大学設立が現実のものとなった。1859年に専門学校でありローレンス大学と呼ばれる学校を建てようとしたが、話が頓挫した。カンザスが州になった時、カンザスの憲法の中で州立大学の条項を加えた。1861年から1863年までの間、大学をローレンス、マンハッタン、エンポリアのどの場所に建てるのか議論が交わされていた。1863年2月にローレンスとエンポリアの候補地を残してマンハッタンにカンザス州立のランドグラント大学が建てられた。ローレンスはアモス・ローレンスから寄付を受けた一万ドルと利子とローレンス市が所有する160,000㎡（40エーカー）の土地を大学へ寄付した。この出来事がローレンス立法議会に対して非常に意味のある影響をもたらした。最終的には、ローレンス方がエンポリアより一議席の差で勝利した。ついに、1866年にローレンスにはカンザス大学が設立された。

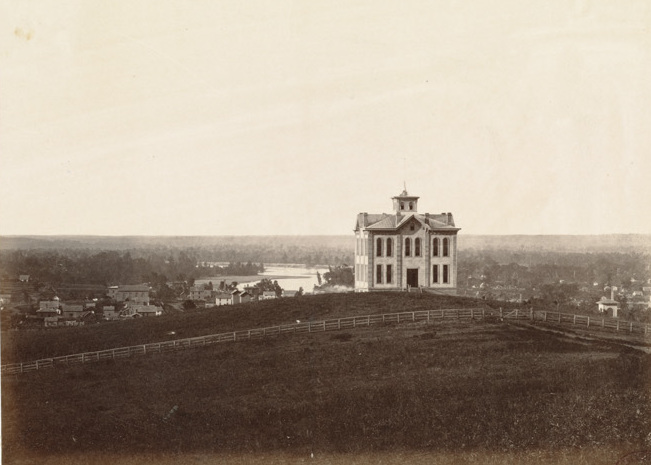
KUの始めてたてもの、(1867年)

1870年初頭、エネルギー枯渇が起きた時、オランド・ダーリングとローレンス市がカンザス川を通して市のエネルギー供給を手助けるダム建設の契約を交わした。ローレンスのダムはとても特徴的でビジネス的にも成功し、カンザスシティとレブンワースにまで対抗できるようになった。1968年にダムは一旦閉鎖されたが、1977年にまた再開された。
1884年にローレンスにはアメリカ合衆国のインディアン産業訓練学校が設立された。少年たちは鍛冶と洋服の仕立てと農業を学び、少女たちは料理と家事を学んだ。1887年に名前はスケル学院に変えられた。1993年に名前はハスケルインディアン大学に変えられた。

### 20世紀から現在まで

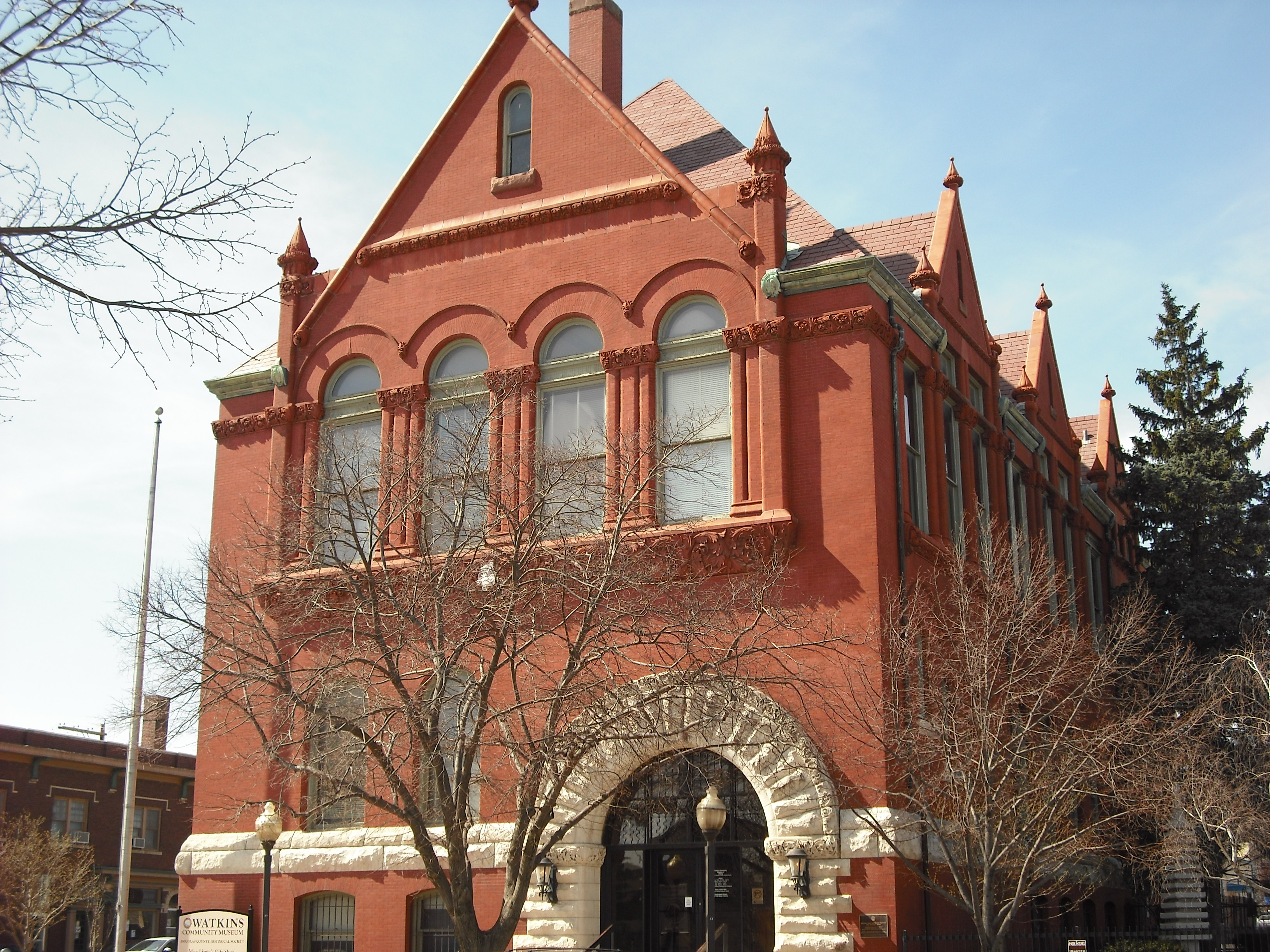
ワトキンス・コミュニティ博物館

1888年にワトキンス国立銀行が11thとマサチューセッツ通りに設立された。その銀行はジャベズ・ワトキンスによって創設され、1929年まで銀行として存続されていた。彼の奥さんであるエリザベス・ワトキンスはローレンス市にこの銀行を寄付し、のちにローレンス市役所としていまは活用されている。1970年いローレンス市新たに市役所を建てた。1975年にこの拡大工事の後エリザベス・ワトキンス・コミュニティ博物館を建てた。

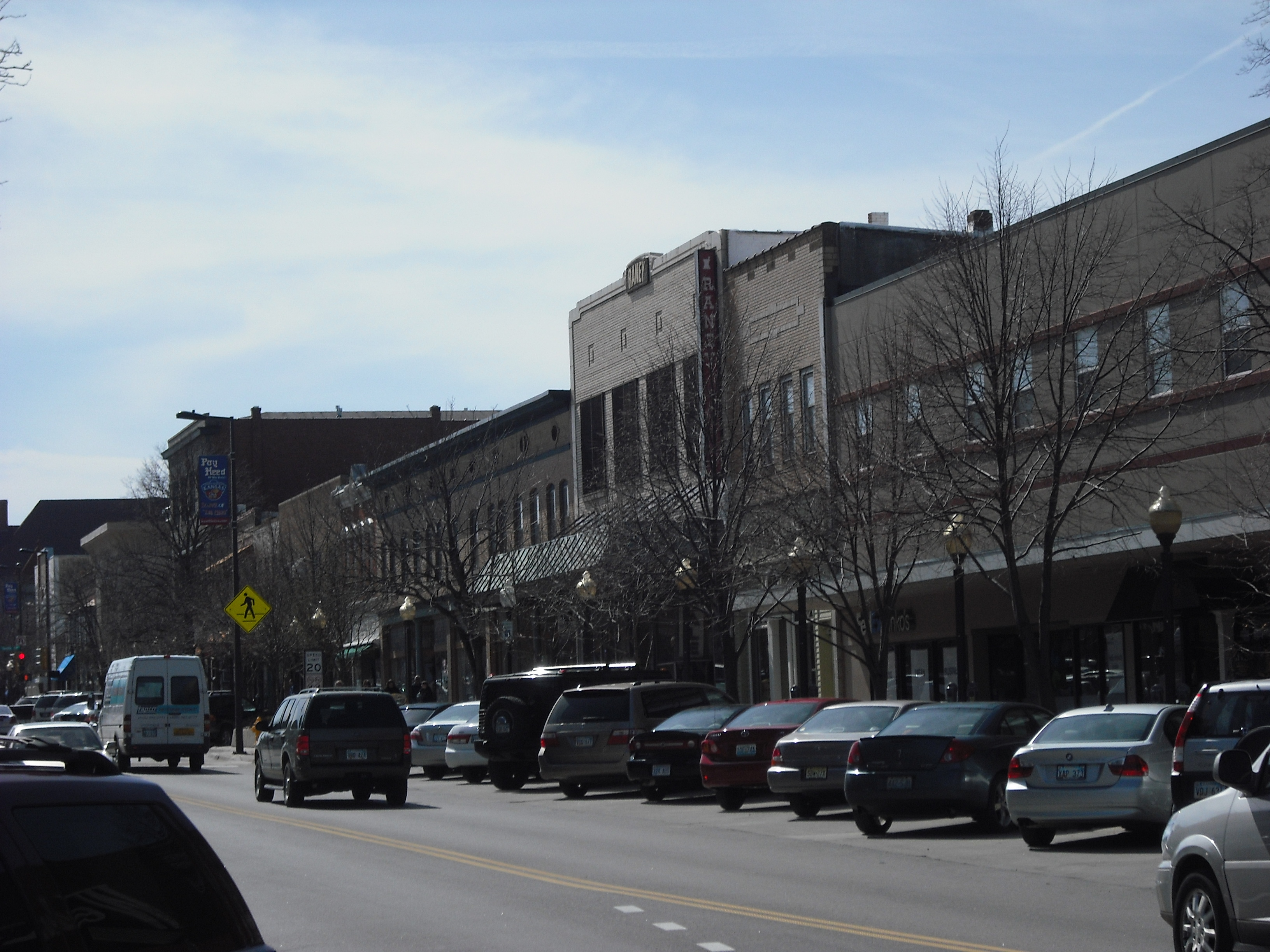
マサチューセッツ通り

1903年にカンザス川大洪水を引き起こし、特に北ローレンスが建築物の崩壊などの甚大な被害をもたらした。水は最大約8.23メートル（27フィート）にまで達し、この記録的な水位は今でもいくつかの建物で見ることができる。さらに。1951年にも新たに洪水被害に遭い、この時の水位は前の洪水よりも上回る最大約9メートル（30フィート）にまで達した。しかしながら、ローレンス市はすでに洪水被害を最小限にするための貯水池や堤防の対策を行っていたため、被害は最小限で済んだ。さらに、同時期セオドア・ルーズベルトが9番街とニューハンプシャー通りを訪れ、演説と噴水をそれらの地に奉納した。
1871年には、Lawrence Street Railway Companyと呼ばれる鉄道会社が誕生し、住民がこの交通機関を活用してマサチューセッツ通りにあるホテルや会社などに行きやすく便利になった。新たにマサチューセッツ通りまでを結ぶ移動手段として馬なども使われていた。1903年の大洪水の後、カンザス川の上を通る橋は新たに作り直されたが、車が通れるくらいの安全性には欠けるものであった。この鉄道会社は同時期の後半には閉めざるを得なくなってしまった。1907年にはCL．Clutterが交通機関として1902年にバスが一旦廃止されたあと再びバスを起用した。
1921年にはメーン通りにローレンスメモリアル病院が開設された。この病院は1980年時点で50もの病床から始まったが今では200もの病床を抱える大病院となった。
1929年にローレンス市が出来て75年を祝った。これを記念してカンザスにある小さな集落であれテカムセからファウンダーズ・ロックが奉納された。この岩はニューイングランド移民援助会社の二つのグループが名誉として捧げたものである。10月14日にローレンス市がローレンス地方自治体空港を捧げた。
1943年に連邦政府はドイツとイタリアの収容者をカンザスとその付近の州に運んだ。なぜならその当時第二次世界大戦が起きていて、ほとんどのアメリカ人が戦争にでており人員が不足していたためだ。さらに、巨大な強制収容キャンプがカンザスに設置された（キャンプ・コンコルディア、キャンプ・ファンストン　（フォート・ライリーで）、キャンプ・フィリプス)。ローレンスを含むフォート・ライリーにて12の小さなキャンプ所が設置された。ローレンスのキャンプ所は11th通りとハスケル通りの近くにある線路場付近に設置され、そのキャンプ所は1945年の後半に閉鎖された。
1989年にフリー・ステート・ブルーウィング・カンパニがローレンスで初めての醸造場が作られ、いまでは100年の歴史を持っている。そのレストランはローレンスのダウンタウンに都市間のトロリー駅として改装された。

## 地理

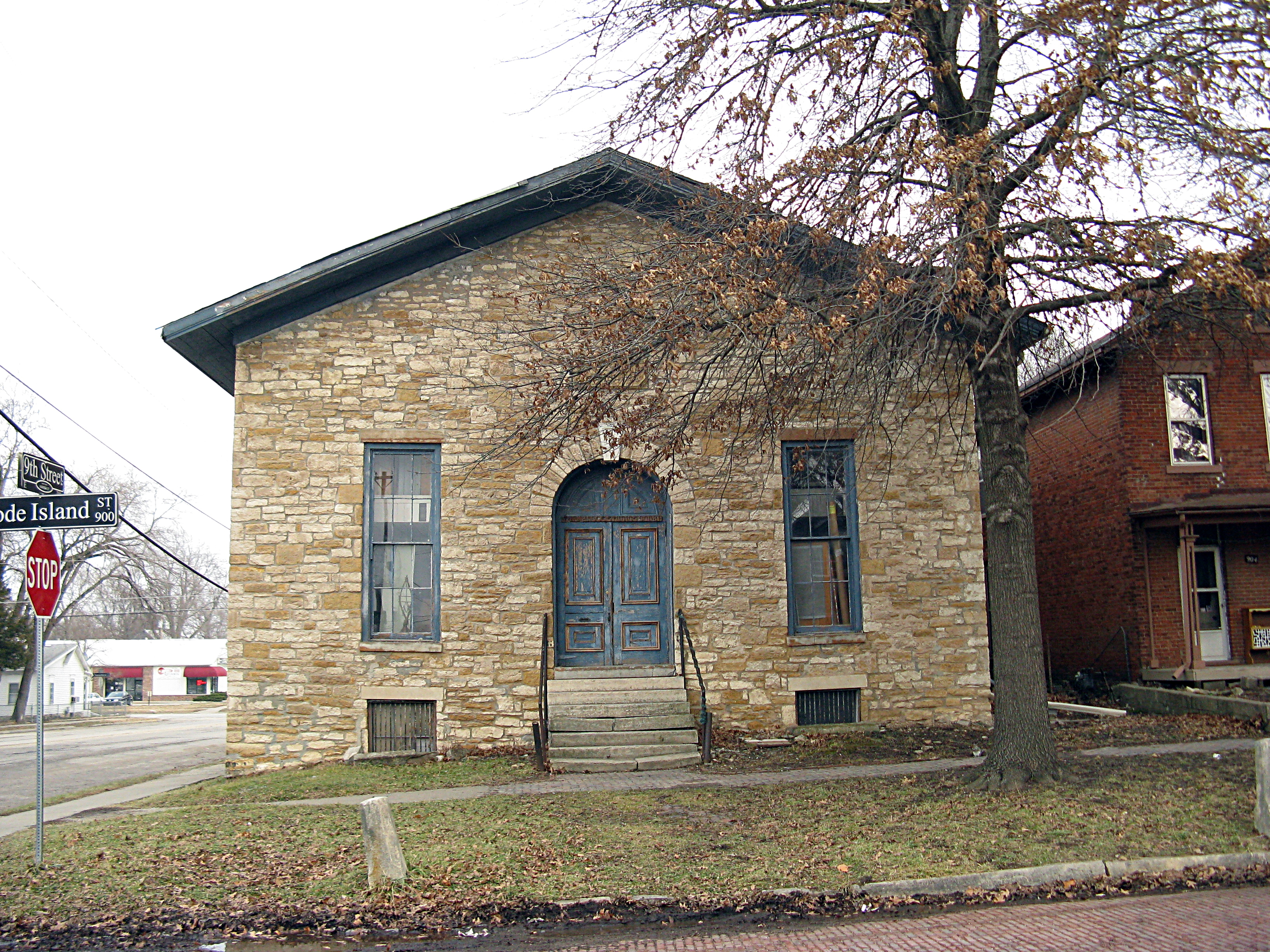
ターンハレ

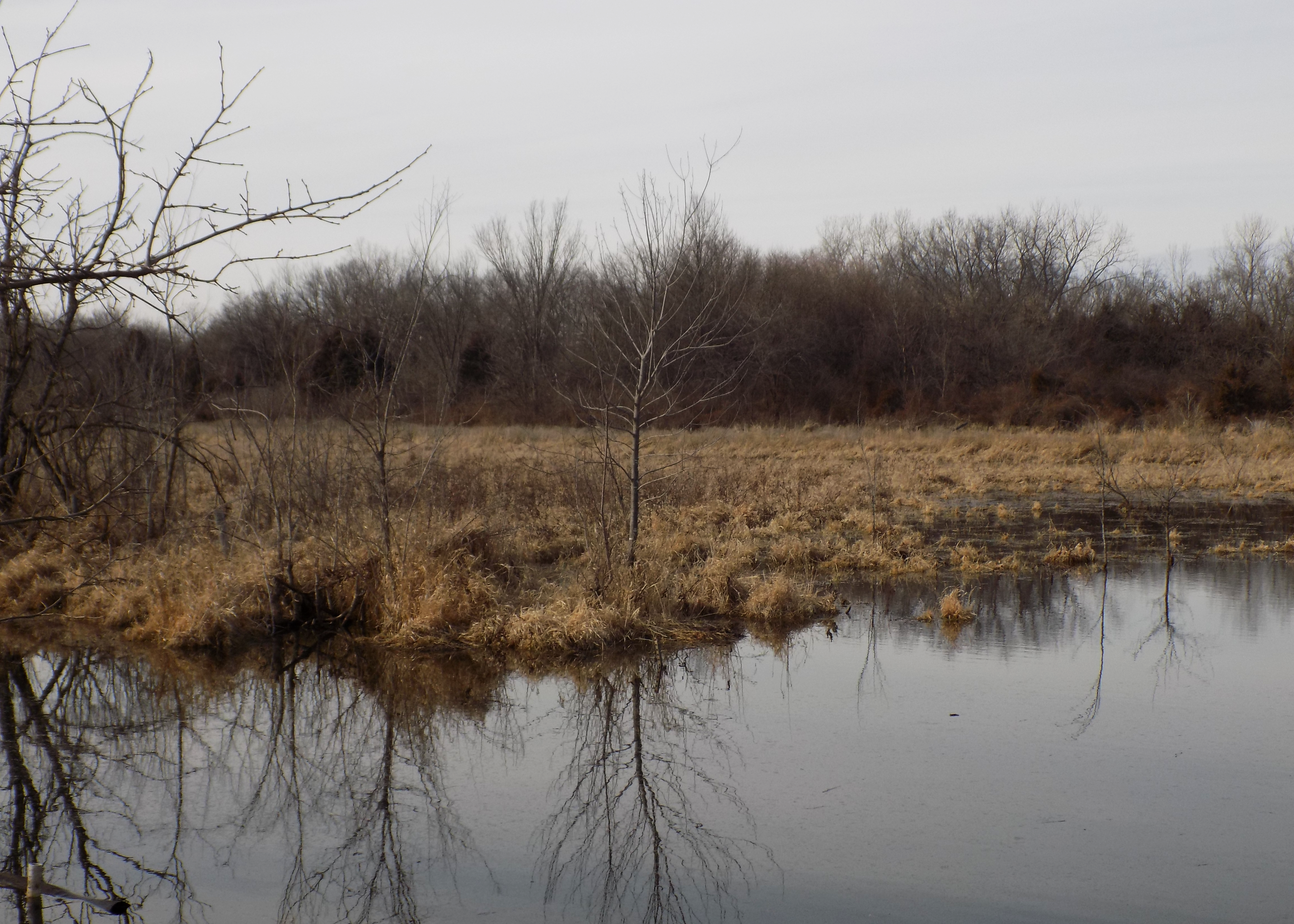
ベーカ湿地(2017年)

ローレンスダウンタウンはトピカの東に40km(25マイル)あり、カンザスのカンザスシティーの西に56km(35マイル)ある。
ローレンスはカンザス川とワカルサ川の間に位置している。ワカルサ川はダムにながれクリントン池に達する。
アメリカ合衆国国勢調査局によると、ローレンスの全体的面積は合計88.73㎢(34.26平方マイル）であり、陸地面積は86.92㎢(33.56平方マイル)、水面面積は1.81㎢(0.70平方マイル)で構成されている。
ローレンスには公共公園や近隣の公園、墓場、荒野、自然保護区を含めて54の公園がある。公共公園はサウスパークやブフォードワトソンパーク、ブロークンアローパーク、リバーフロントパーク、ホルコムパーク、ペリーパーク、センテニアルパーク、プレェアリィパークが含まれる。墓場はオークヒルやメープルグローブとメモリアルパークが含まれる。

### 気候
ローレンスは湿潤大陸性気候(Dfa)に属する。夏は暑く、湿っており、冬は寒く、乾燥している。平均的気温は一月には-2.0℃(28.4℉)まで下がり、七月には25.8℃(78.5℉)まで上がる。最高気温は32℃(90℉)を超えることもあり、一年のうち平均32日間この記録に達する。さらに、最高気温は38℃(100℉)を超えることもあり、一年のうち平均1.9日間この記録に達する。一方で、最低気温は-18℃(0℉)またはそれを下回ることもあり、一年のうち平均4.9日間この記録に達する。
年間降水量は1,010mm(39.9inches)を記録し、温暖な気候の時期になるとこの記録を観測しやすくなる。またデータによると96日間これを観測した。さらに年間降雪量は年に8日間観測できる程の量が降り、4.6日間は最低2.5cm(1inch)の量が降る。平均15.8日間、深さ最低2.5cm(1inch)まで降る積雪を観測する。
| ローレンスの気候                                            | ローレンスの気候 | ローレンスの気候 | ローレンスの気候 | ローレンスの気候 | ローレンスの気候 | ローレンスの気候 | ローレンスの気候 | ローレンスの気候 | ローレンスの気候 | ローレンスの気候 | ローレンスの気候 | ローレンスの気候 | ローレンスの気候 |
| 月                                                          | 1月              | 2月              | 3月              | 4月              | 5月              | 6月              | 7月              | 8月              | 9月              | 10月             | 11月             | 12月             | 年               |
| ----------------------------------------------------------- | ---------------- | ---------------- | ---------------- | ---------------- | ---------------- | ---------------- | ---------------- | ---------------- | ---------------- | ---------------- | ---------------- | ---------------- | ---------------- |
| 最高気温記録 °F （°C）                                      | 72 (22)          | 82 (28)          | 90 (32)          | 94 (34)          | 98 (37)          | 107 (42)         | 111 (44)         | 107 (42)         | 108 (42)         | 98 (37)          | 84 (29)          | 76 (24)          | 111 (44)         |
| 平均最高気温 °F （°C）                                      | 39 (4)           | 46 (8)           | 57 (14)          | 68 (20)          | 77 (25)          | 85 (29)          | 91 (33)          | 89 (32)          | 81 (27)          | 70 (21)          | 54 (12)          | 42 (6)           | 66.6 (19.3)      |
| 日平均気温 °F （°C）                                        | 30 (−1)          | 36 (2)           | 46 (8)           | 57 (14)          | 66 (19)          | 75 (24)          | 80 (27)          | 79 (26)          | 70 (21)          | 59 (15)          | 45 (7)           | 34 (1)           | 56.4 (13.6)      |
| 平均最低気温 °F （°C）                                      | 20 (−7)          | 26 (−3)          | 35 (2)           | 46 (8)           | 56 (13)          | 65 (18)          | 70 (21)          | 68 (20)          | 59 (15)          | 48 (9)           | 36 (2)           | 25 (−4)          | 46.2 (7.8)       |
| 最低気温記録 °F （°C）                                      | −18 (−28)        | −11 (−24)        | −7 (−22)         | 13 (−11)         | 30 (−1)          | 44 (7)           | 51 (11)          | 42 (6)           | 31 (−1)          | 20 (−7)          | 2 (−17)          | −21 (−29)        | −21 (−29)        |
| 降水量 inch （mm）                                          | 1.25 (31.8)      | 1.19 (30.2)      | 2.74 (69.6)      | 3.54 (89.9)      | 5.30 (134.6)     | 5.63 (143)       | 4.01 (101.9)     | 3.81 (96.8)      | 4.54 (115.3)     | 3.40 (86.4)      | 2.57 (65.3)      | 1.80 (45.7)      | 39.78 (1,010.5)  |
| 降雪量 inch （cm）                                          | 6.5 (16.5)       | 5.0 (12.7)       | 1.6 (4.1)        | 0.3 (0.8)        | 0 (0)            | 0 (0)            | 0 (0)            | 0 (0)            | 0 (0)            | 0.2 (0.5)        | 1.1 (2.8)        | 2.9 (7.4)        | 17.6 (44.8)      |
| 平均降水日数 （≥0.01 in）                                   | 6.4              | 6.2              | 8.8              | 10.3             | 12.0             | 9.5              | 8.6              | 8.4              | 8.5              | 7.7              | 7.5              | 6.1              | 100              |
| 平均降雪日数 （≥0.1 in）                                    | 2.9              | 2.6              | 0.9              | 0.3              | 0                | 0                | 0                | 0                | 0                | 0.1              | 0.9              | 2.4              | 10.1             |
| 出典：アメリカ合衆国気候データセンター; The Weather Channel |                  |                  |                  |                  |                  |                  |                  |                  |                  |                  |                  |                  |                  |

## 景観

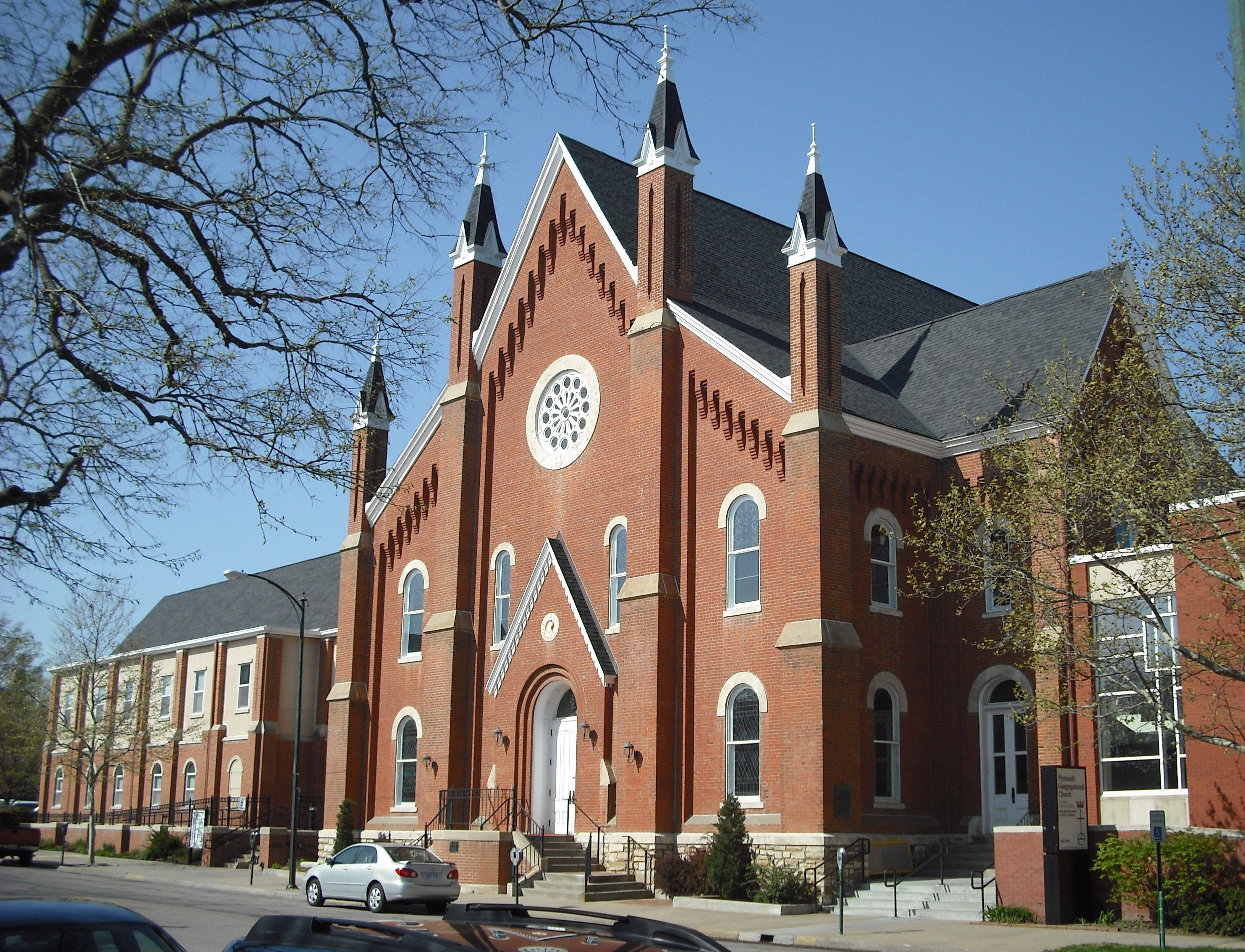
プリマス・チャーチ

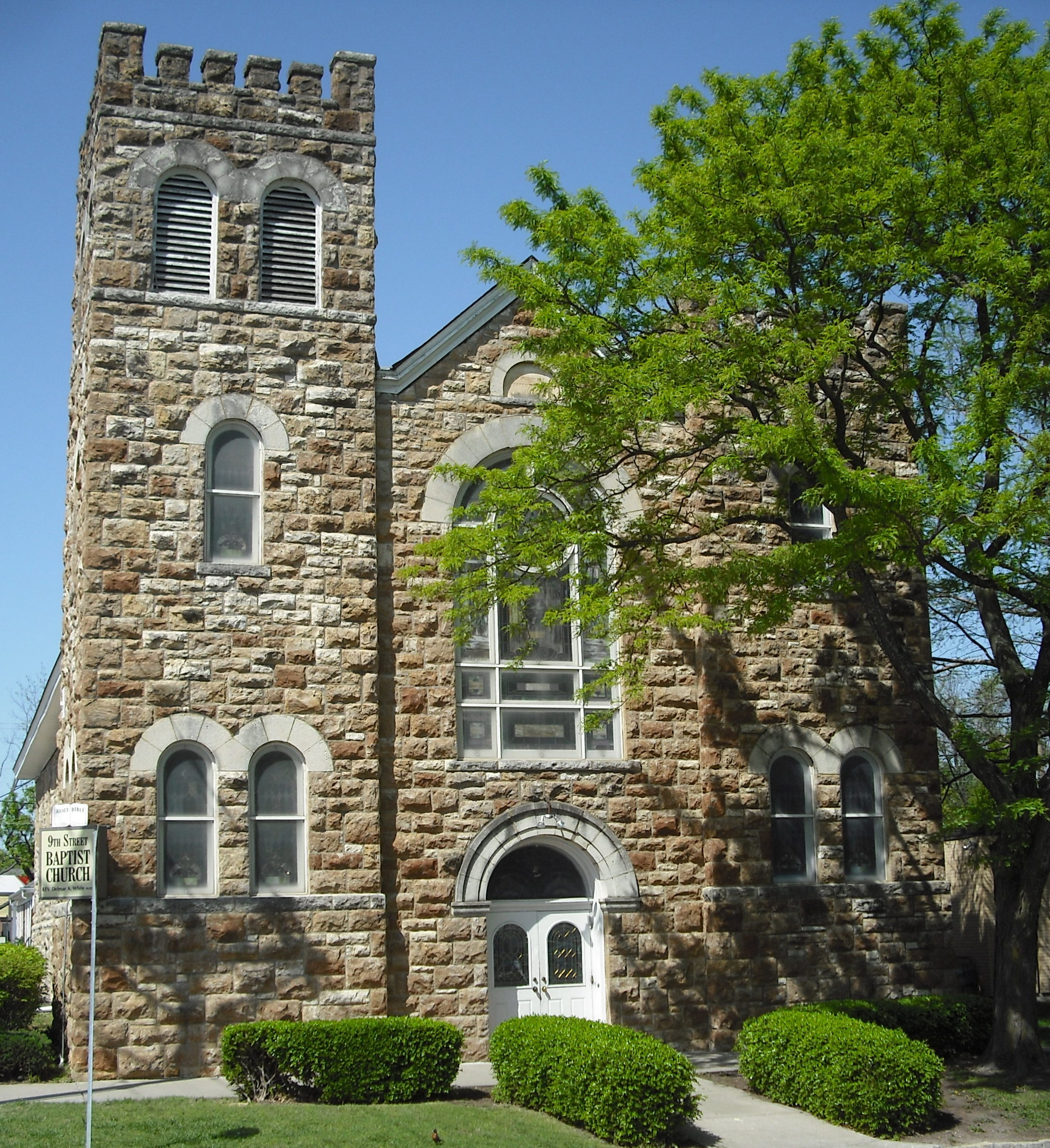
9th通り・バプテスト・チャーチ

### 通り
この町の開拓者が主要な道路の名前をニューイングランド移民援助会社の出身州でありこれを記念してマサチューセッツ通りと名付けた。ノース・サウスの通りはアメリカ合衆国が設立して州認定を受けた順番にならって名付けられた。イースト・ウエスト通りはアメリカ独立戦争の有名なヒーローの名前が由来されている。しかし、数年後、この名前の由来のされかたは頓挫された。

### 近隣地
ローレンスは近隣地域から成り立っている。ダウンタウンから一番近い近隣地域はオールド・ウエスト・ローレンス、ノース・ローレンス、イースト・ローレンス、オリアッド、ハンコック、ピンクニーである。アイオワ通りの西側の近隣地域はサンセット・ヒルズ、プレーリー・メドーズ、ディアフィールド、アルバマーである。さらに、オールド・ウエスト・ローレンス、 オリアッド、 ハンコック、 ブリーズデイル、 イースト・ローレンスにあるロードアイランド通りのほとんどの地域 がアメリカ合衆国国家歴史登録財に登録されている。

### 建築
ローレンスの建築物は非常に多種多様である。ほとんどの建築物が1860年以前から立っていたがローレンスの虐殺によって破壊された。オールド・ウエスト・ローレンスにある建築物はゴシック・リヴァイヴァル建築、ビクトリアン建築、イタリア建築、チューダー建築、リチャードサン・ロマネスク建築などを用いている。

## 人口

### 2010年国勢調査
2010年現在の国勢調査によると、この都市は人口8万7643人、世帯数34,970、及び16,939家族が暮らしている。人口密度は2,611.5/mi² (1,008.3/km².) である。1,117.5/mi² (431.5/km².) の平均的な密度に37,502軒の住宅が建っている。この都市の人種的な構成は白人82.0%、アフリカン・アメリカン4.7%、先住民3.1%、アジア4.5%、太平洋諸島系0.1%、その他の人種1.5%、及び混血4.1%である。ここの人口の5.7%はヒスパニックまたはラテン系である。 
34,970世帯のうち、24.4%が18歳未満の子供と一緒に生活しており、35.6%は結婚して共に生活している。8.8%は未婚の女性が世帯主であり、51.6%は結婚していない。32.0%は1人以上の独身の居住者が住んでおり、6.5%は65歳以上で独身である。1世帯の平均人数は2.28人であり、結婚している家庭の場合は2.91人である。 
この都市内の住民は17.5%が18歳未満の未成年、18歳以上24歳以下が28.7%、25歳以上44歳以下が27.4%、45歳以上64歳以下が18.5%、及び65歳以上が8.0%にわたっている。中央値年齢は26.7歳である。性別構成は男性50.2%で女性49.8%の割合で分布している。

### 2000年国勢調査
2000年現在の国勢調査によると、この都市は人口8万0098人、世帯数31,388、及び15,725家族が暮らしている。人口密度は2,849.9/mi² (1,100.2/km².) である。1,165.4/mi² (450.0/km².) の平均的な密度に32,761軒の住宅が建っている。この都市の人種的な構成は白人83.80%、アフリカン・アメリカン5.09%、先住民2.93%、アジア3.78%、太平洋諸島系0.07%、その他の人種1.36%、及び混血2.97%である。ここの人口の3.65%はヒスパニックまたはラテン系である。 
31,388世帯のうち、25.1%が18歳未満の子供と一緒に生活しており、38.0%は結婚して共に生活している。8.7%は未婚の女性が世帯主であり、49.9%は結婚していない。30.60%は1人以上の独身の居住者が住んでおり、5.6%は65歳以上で独身である。1世帯の平均人数は2.30人であり、結婚している家庭の場合は2.93人である。 
この都市内の住民は18.6%が18歳未満の未成年、18歳以上24歳以下が30.7%、25歳以上44歳以下が28.5%、45歳以上64歳以下が15.1%、及び65歳以上が7.2%にわたっている。中央値年齢は25.0歳である。女性100人ごとに対して男性は98.8人である。18歳以上の女性100人ごとに対して男性は98.2人である。 
この都市の世帯ごとの平均的な収入は34,669米ドルであり、家族ごとの平均的な収入は51,545米ドルである。男性は33,481米ドルに対して女性は27,436米ドルの平均的な収入がある。この都市の一人当たりの収入（per capita income）は19,378米ドルである。人口の18.9%及び家族の7.3% は貧困線以下である。全人口のうち18歳未満の10.6%及び65歳以上の7.7%は貧困線以下の生活を送っている。しかしながら、ローレンスのように多くの生徒が在住する地域は貧困と所得統計は誤った解釈をする可能性がある。

## 経済
ローレンスの経済は様々な教育的要因、産業的要因、農業的要因、政治的要因、財政的要因と科学的研究を含んでいる。ローレンスの最大雇用主はカンザス大学だ。ローレンスの民間最大雇用主はジェネラルダイナミックスだ。ローレンス市の中で上位一位から六位までの最大雇用主をならべていくとローレンス・パブリック・スクール、ローレンス市、ローレンスメモリアルホスピタル、ホールマークカードだ。

## 史跡と博物館

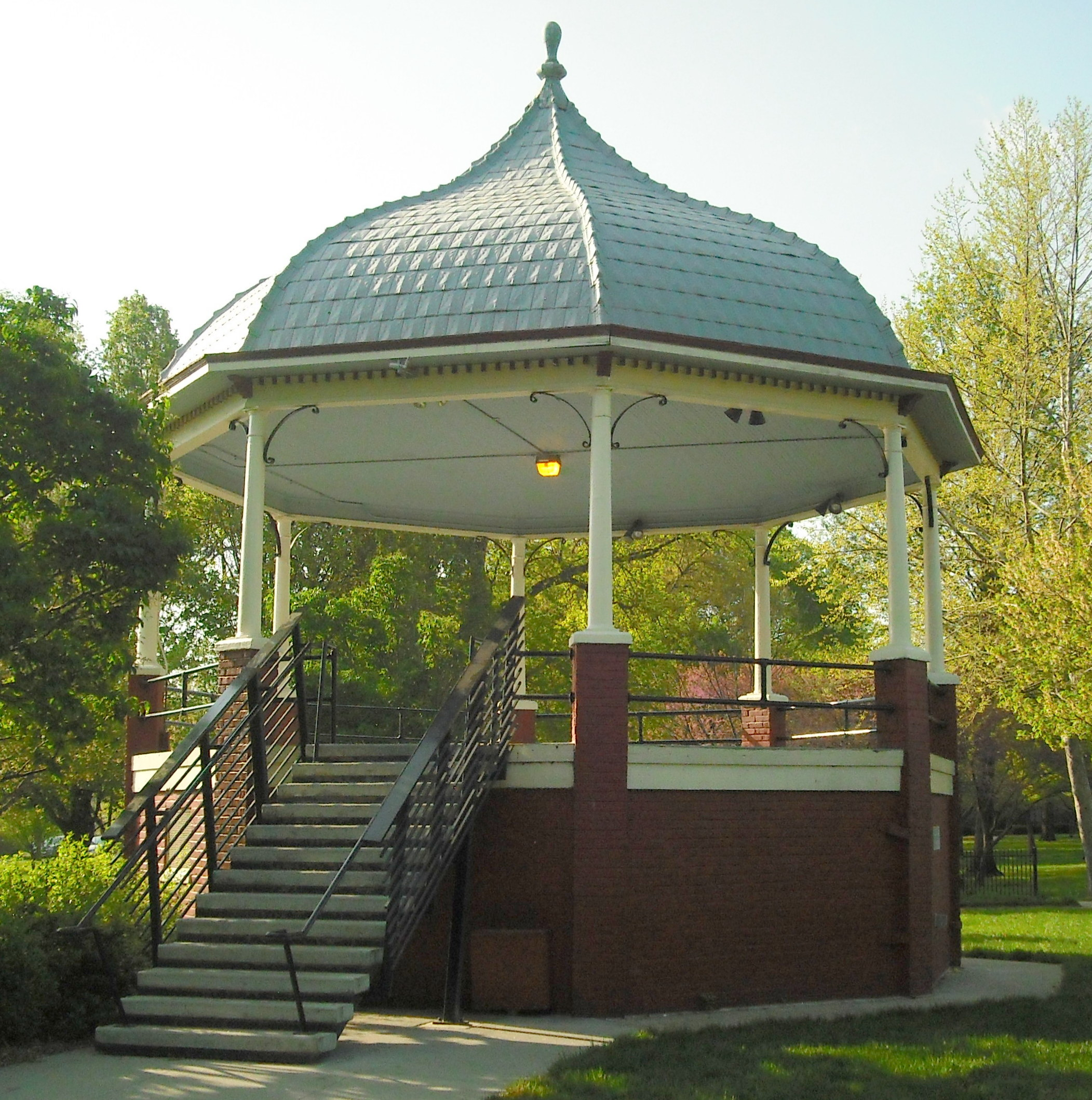
サウス・パークのガゼボ

サウス・パークはローレンス・ダウンタウン中でも最大の公園であり、ノース・パーク通りとサウス・パーク通りの間にありさらに、マサチューセッツ通りが公園の真中を通っている。サウス・パークは当初、ラファイエット公園、ハミルトン公園、ワシントン公園、フランクリン公園の4つに分かれていたが一つの公園に統合された。1854年にサウス・パークは作られ、区画図の一区画として設立された。1910年にサウス・パークにはガゼボを建て、その場所は夏季にはバンドのコンサート会場として使われている。
ワトキンズ歴史博物館はローレンスやダグラス郡の歴史についての展示を行っている。そのビルはダグラス郡歴史的社会部門が管理している。その博物館のとなりには姉妹都市の平塚市が協賛した日本友情庭園がある。カンザス大学のキャンパスの中にある自然史博物館やスペンサー芸術美術館やドール政治博物館などがある。
センテニアル公園は6th通り、9th通り、ロックレッジ通り、アイオワ通りの間に位置していて1954年にローレンスの100周年記念に建てられた。この公園はスケートパークやディスクゴルフコースや冷戦で使われたポラリスのミサイルが展示してある。
リバティー・ホールは1911年にBowersock Opera Houseが全焼した後に建てられた。リバティー・ホールは小さい劇場で自主映画やコンサートを行っている。リバティー・ホールのとなりではさらにビデオレンタルサービスも行っている。グラナダ劇場は1928年にヴォードヴィル劇場として建てられたが、1934年に映画館として改修されたが、1989年に閉鎖した。しかし1993年に新たにライブハウスとして開設した。

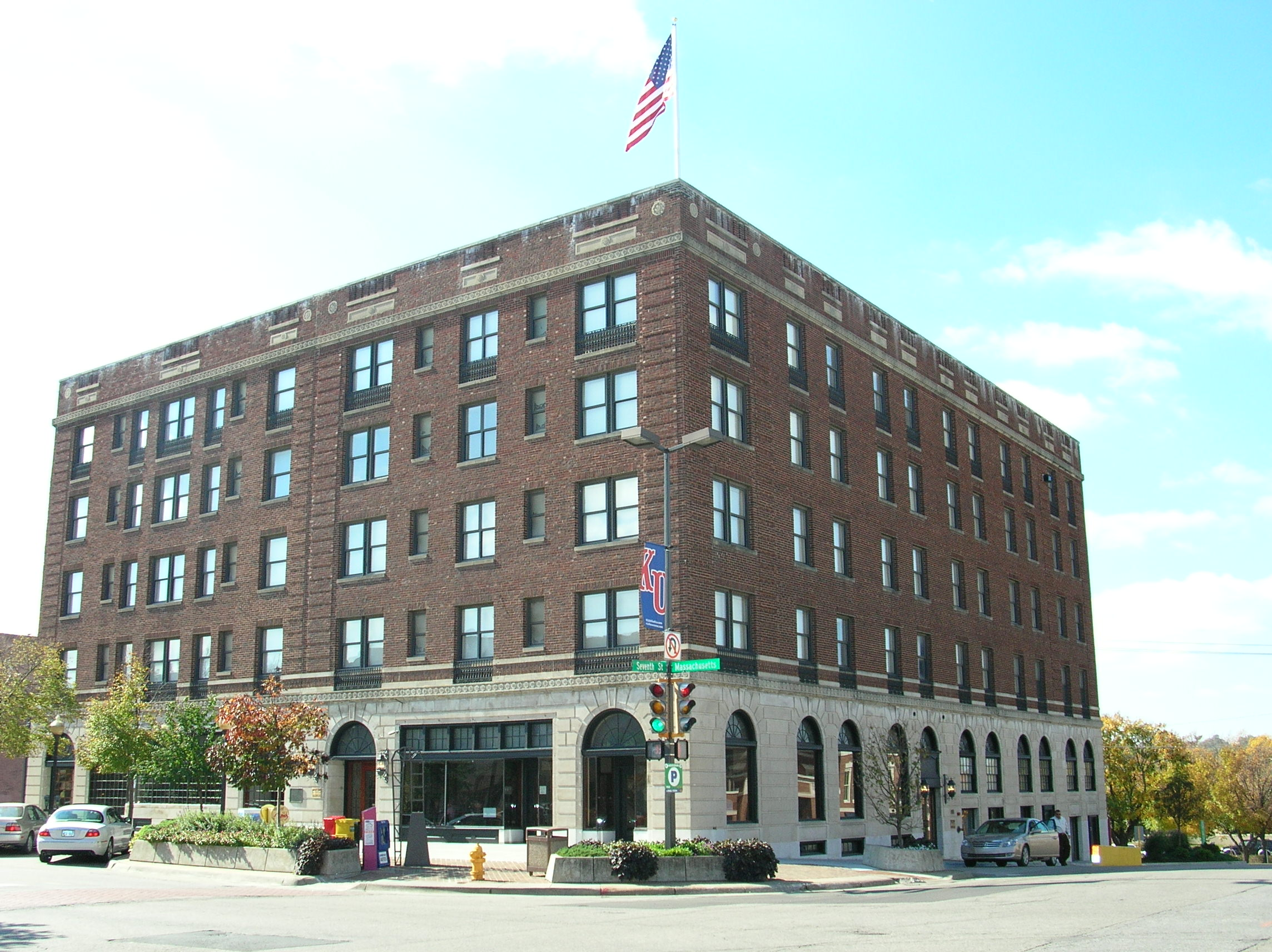
エルドリッジ・ホテル

エルドリッジ・ホテルは1855年にフリー・ステイト・ホテルとして建てられ、1855年のローレンス略奪でホテルは破壊されたがShalor Eldridgeが買取改修工事を行って、エルドリッジ・ハウスとして再開された。クァントリルの襲撃でまた破壊されたがShalor Eldridgeがまた立て直した。1925年にこのホテルは完全に改修された。1970年にエルドリッジ・ホテルはアパートとして生まれ変わった。1985年にアパートからホテルに戻ったが、2004年にこのビルは売却され、1925年の仕様に変えられた。そのホテルにはShalor Eldridgeの幽霊がいると噂されている。
ローレンスにはローレンス篠原歴史と関連する建物が多く位置している。ロバート・ミラー・ハウスはクァントリルの襲撃を生き残った建物であり、地下鉄道として止まる。ローレンスの創始者であるフェルディナンド・フラーはウィンドミル・ヒルのてっぺんに自分の家を建て、今ではヒルクレスト・ネイバーフッドとして知られている。多くの人にキャッスル・ティ・ルームとして親しまれているジョン・ロバーツ・ハウスは1894年に有名な建築坂ジョン・ギデオン・ハスケルによってデザインされ、今では公式なイベントの催事会場として使われている。ローレンスには他にも多くの歴史的建造物が存在し、その多くがアメリカ合衆国国家歴史登録財に登録されている。

## 芸術と文化
ローレンスは音楽と芸術が盛んな町として知られている。さらに、ローレンスは2005年8月11日に発売されたローリングストーンの雑誌にて音楽盛んな小さな大学都市して紹介された。2005年2月25日のニューヨークタイムズにて、ローレンスがデンバーとシカゴに挟まれた音楽都市として載せられた。ローレンスにある音楽とお酒が楽しめる「The Replay Lounge」が2007年のエスクァイアにて上位25番目にランクインした。
カンザス大学のリードセンターはブロードウェイミュージカルや国際的に活躍するダンス会社や有名なアーティスト、例えばカンサスやザ・ビーチ・ボーイズを招いてコンサートを開く場所として知られている。
ローレンスはたくさんのアーティストとレコード会社を輩出している場所として知られている。例えば、カンサスやゲット・アップ・キッズがローレンスやその付近の出身が多い。

## スポーツ

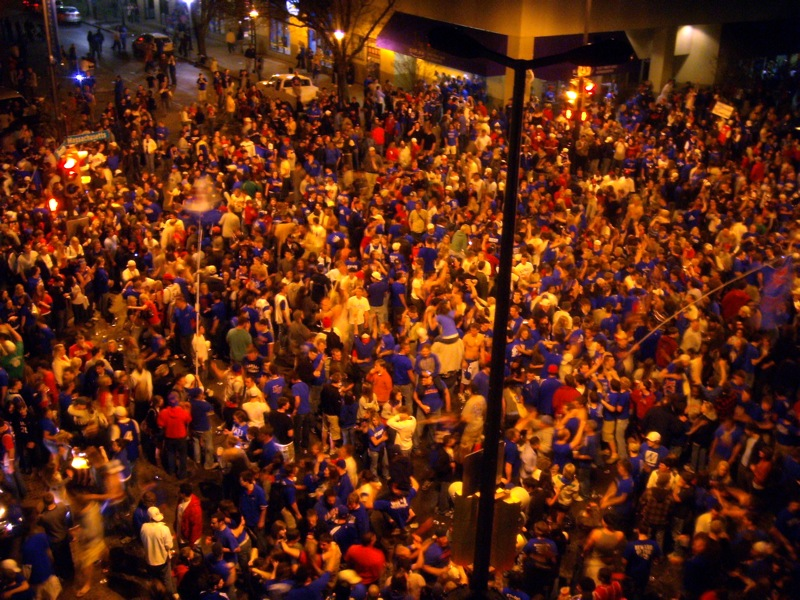
カンザスを応援するファンたちがマサチューセッツ通りに集まってにおいてジェイホークスの優勝を祝っている様子

ローレンスもカンザス大学の競技団体がある。チーム名はカンザス・ジェイホークス(Kansas Jayhawks)でアメリカの大学のバスケットボール界でも有名なチームだ。ジェイホークスは、毎年リーグの上位の成績を残す傾向があり、特に1922年, 1923年, 1952年, 1988年, 2008年NCAA優勝を果たした。そのため、冬になるとローレンスの人達は熱狂的に応援する。2002年、2003年、2008年、2012年には、決勝トーナメントで相手を下し優勝を果たした際にはローレンスで最も有名なマサチューセッツ通りに多くのファンが終結し優勝を分かち合った。カンザス大学のアメリカンフットボールチームは2007年にオレンジボウルで13戦中12勝1負けという学校の歴史上最高の成績を収めた。これを踏まえて、2003年には30ものジェイホークの銅像がローレンスの町中に設置された。ジェイホークスはさらにサッカー、野球とソフトボール、陸上競技、クロスカントリー、男子ホッケーチームがある。カンザス大学はラグビーチームがあり、このチームはカンザス大学のラグビーフットボールクラブが運営している。

## 政治

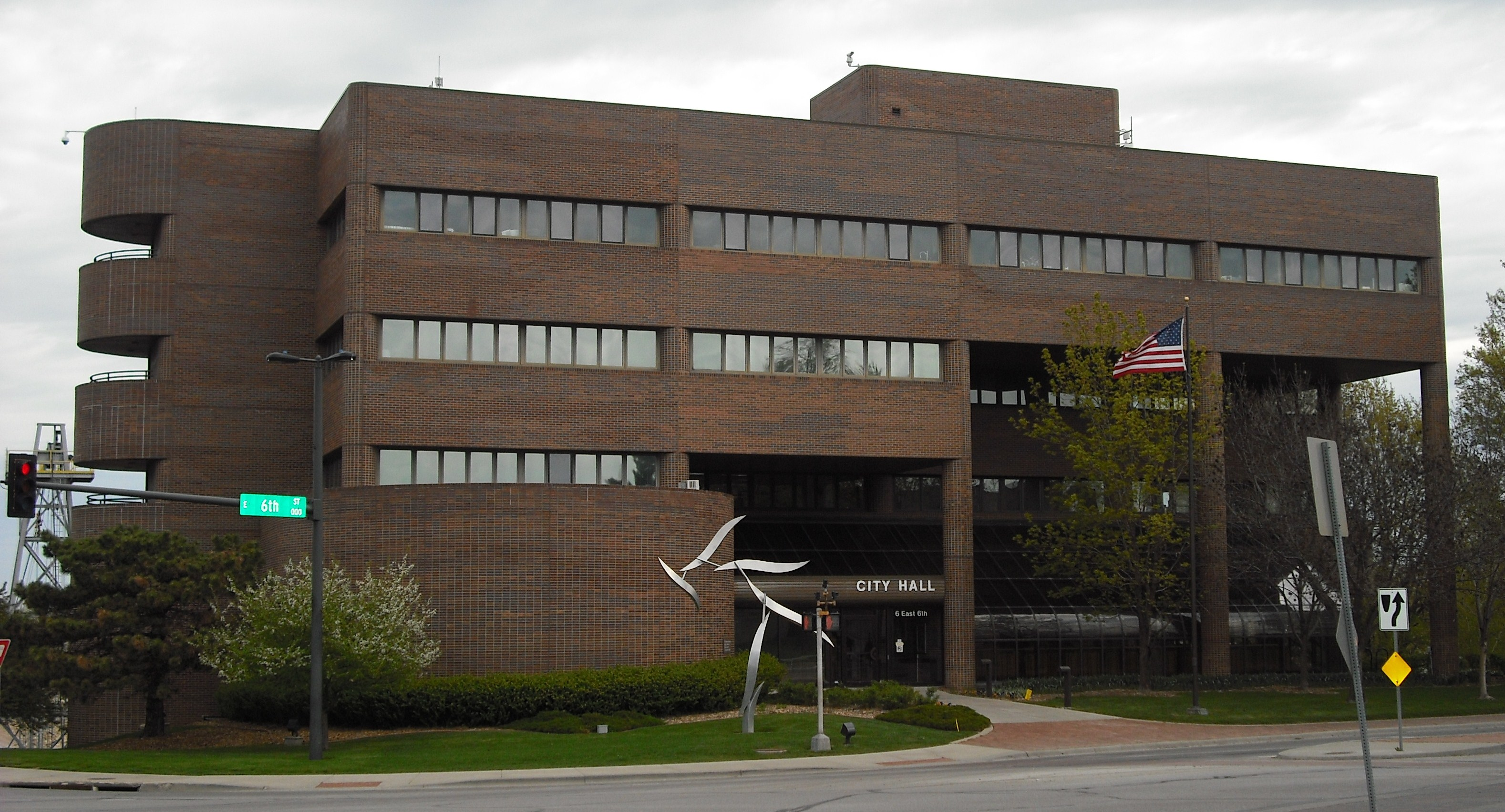
ローレンスの市役所

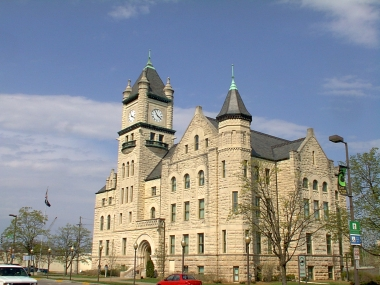
ダグラス郡庁舎

ローレンスは市委員会と市政担当官で構成されている。この委員会は5人で構成され、メンバーは選挙によって選ばれ、年2回、3人の委員の議席が選挙によって決定される。上位2番目の多くの議席を獲得した委員は4年の任期が与えられる。3番目の委員は2年の任期が与えられる。4月には委員会が市長と副市長を選ぶ選挙を行い、上位2番目までの人が市政担当官として採用される。
カンザス州は主に共和党を支持する州であるが、1980後半年以降ローレンスは民主党支持派が多い地域である。ローレンス市が含まれているダグラス郡は2004年の大統領選挙でジョン・ケリーに投票し、2008年の大統領選挙でバラク・オバマに投票し、2016年の大統領選挙でヒラリー・クリントンに投票した。ダグラス郡は7度の選挙で民主党を選び、民主党候補者を大いに支持している地域である。
1995年にローレンス政府はカンザス州の中で始めて民主主義を支持する市として性差別を禁じる法律を制定した。2011年10月4日にローレンス政府はカンザス州の中で始めて性の区分を禁じる法律を制定した。2005年4月にダグラス郡が唯一カンザス憲法の中に同性結婚とシビル・ユニオンについての箇条を否決する決定を下した。ダグラス郡の中でも特にローレンス市がカンザス憲法に否定的であった。しかしそれ以外の地域がカンザス憲法を可決したため正式な憲法として議会を通過した。2007年5月22日にローレンス市議会はドメスティック・パートナーシップ登録所設立を可決する決定を下した。2007年8月1日にはドメスティック・パートナーシップ登録の対象者が拡大され、同性婚者や正規婚の人も可能になった。

## 教育

### 初等教育と中等教育

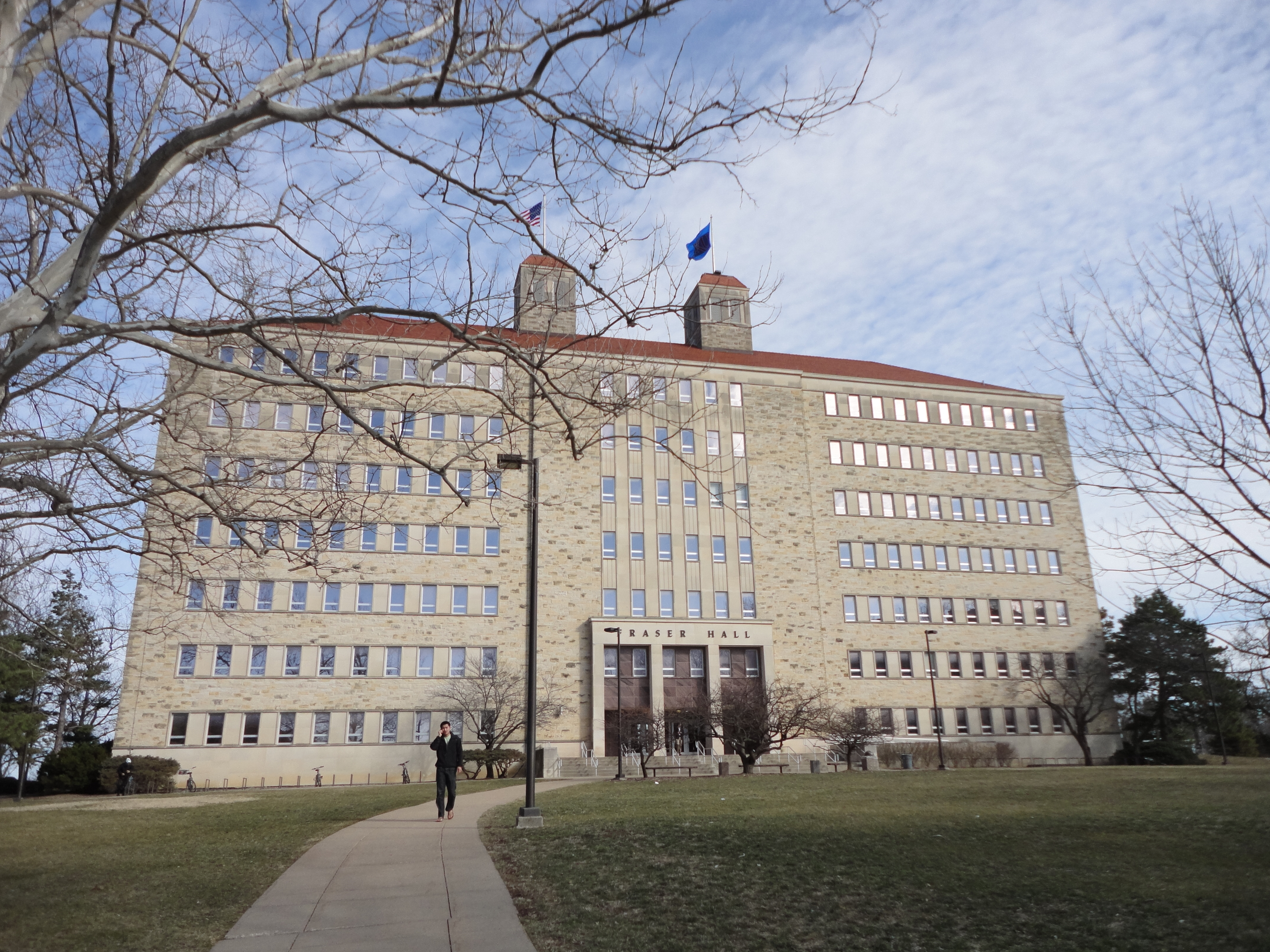
カンザス大学のフレイザー・ホール

カンザス州政府が定めた409学区は14の公立学校で構成され、4つの中学校 (リバティー・メモリアル・セントラル中学校、ウェスト中学校、ビリー・ミルズ中学校、サウスウェスト中学校）と2つの高校（ローレンス高校、ローレンスフリーステイト高校）が含まれている。ローレンスの私立高校は含まれている、ビショップ・シーベリー・アカデミー、ベリタス・キリスト教学校。ローレンスは15の公立学校が含まれている、ラングストンヒューズ小学校、ラングストンヒューズ小学校、ブロークンアロー小学校、コードリー小学校、ヒルクレスト小学校、ピンクニー小学校、プレーリーパーク小学校、ニューヨーク小学校、シュヴェグラー小学校、サンフラワー小学校、サンセットヒル小学校、ウッドローン小学校、ディアフィールド小学校、ケネディ幼稚園。

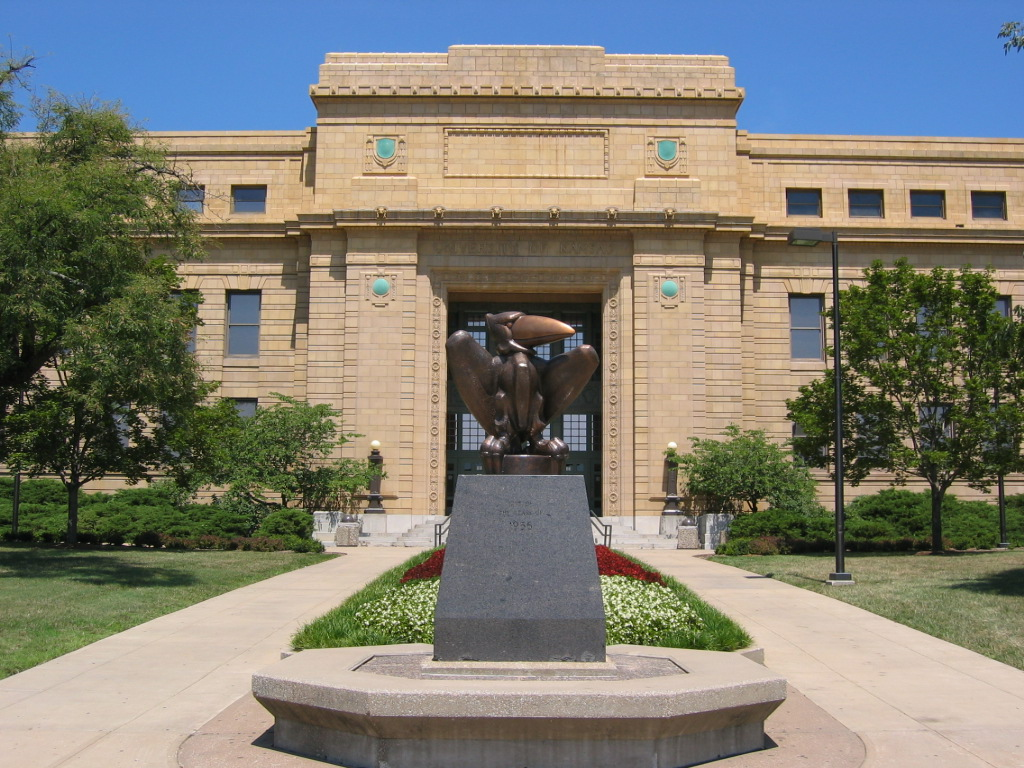
カンザス大学のストロング・ホール

### カレッジと大学
カンザス大学はカンザス州で一番大きい州立大学だ。学生数はおよそ30,000人(その内の約3,000人はカンザスシティにあるカンザス大学メディカルスクールに通っている)。カンザス大学には170もの専門学部があり、世界的にカンザスジェイホークというスポーツプログラムとして知られている。ハスケルインディアン大学はインディアンに対して学費を無料にするという政策を行っている。 ハスケルインディアン大学の学生数は1,000人。

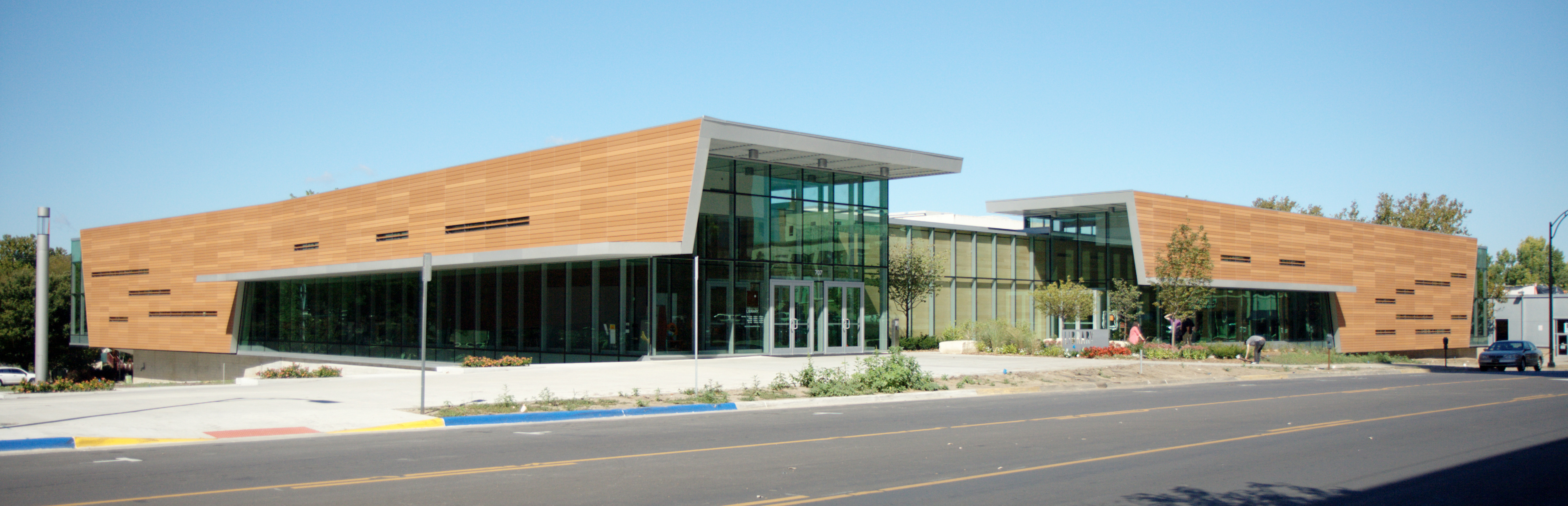
ローレンス公共図書館 (2014)

### 図書館
ローレンス公共図書館は1854年に設立。1904年にアンドリュー・カーネギーらによる寄付により、公共図書館に変更された。前の図書館に代わり、1972年に新しい図書館を設立。2010年にローレンス市民は図書館増設に賛成する票を投じ、2014年には新しい図書館を開設した。

## メディア

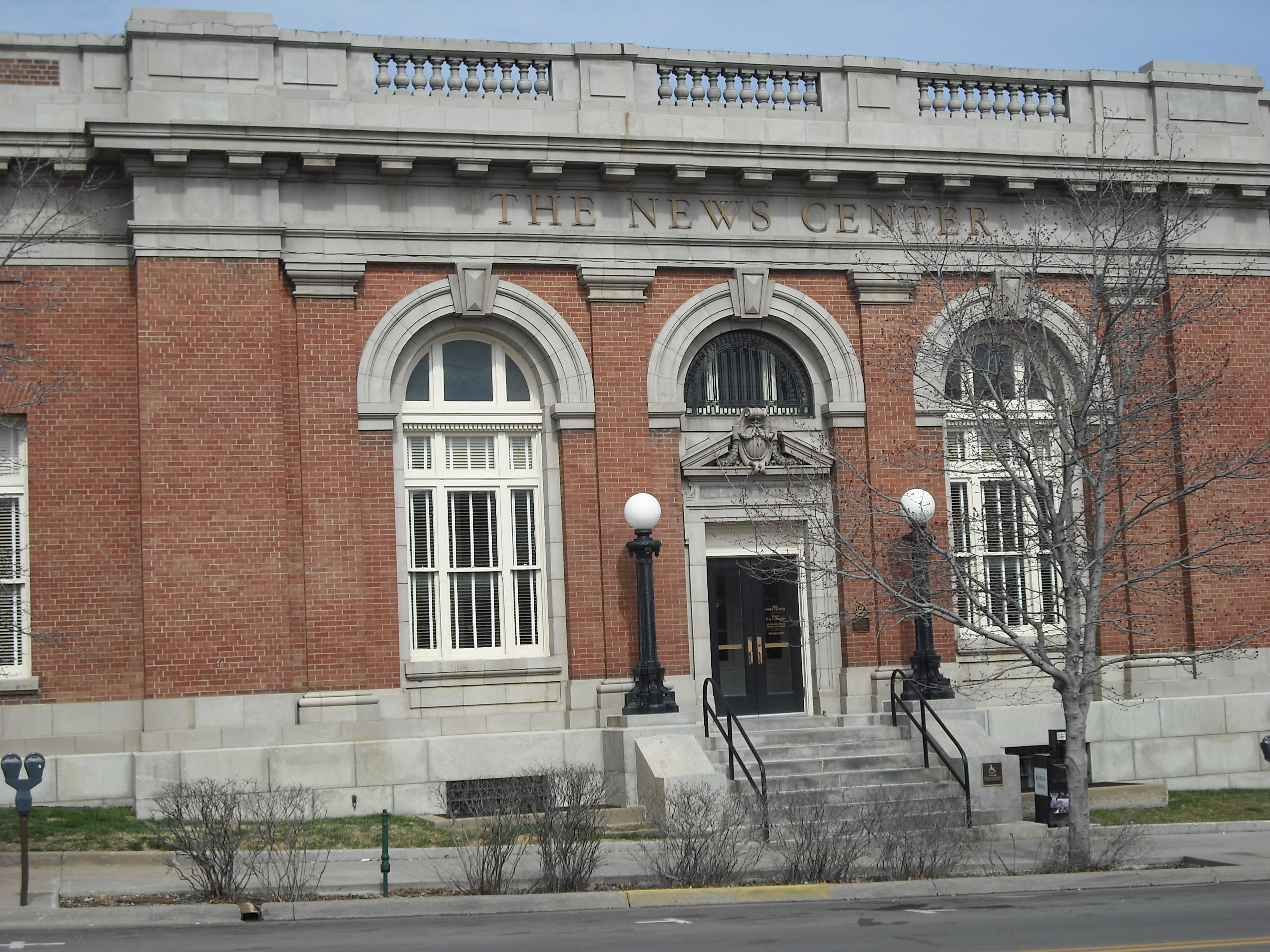
ローレンスはローレンス・ジャーナル・ワールド

ローレンスでの初めての会社は新聞会社であり、1854年10月にHerald of Freedomに制作され1859年に刊行された。1885年8月にLawrence Daily Journalが初めて設立され、さらに、1895年6月Lawrence Daily World設立された。1911年にLawrence Journal-World合併統合された。
ローレンスはカンザスシティテレビ番組や電波を貰ってテレビを見ているが、トピカからの放送も見ることができる。

### 印刷媒体
ローレンスはローレンス・ジャーナル・ワールド日刊新聞の発祥地だ。多くのローレンスの住民はカンザス大学の生徒が運営しているザ・ユニバーシティ・デイリー・カンザンの新聞も購読している。

## 交通機関

### 交通

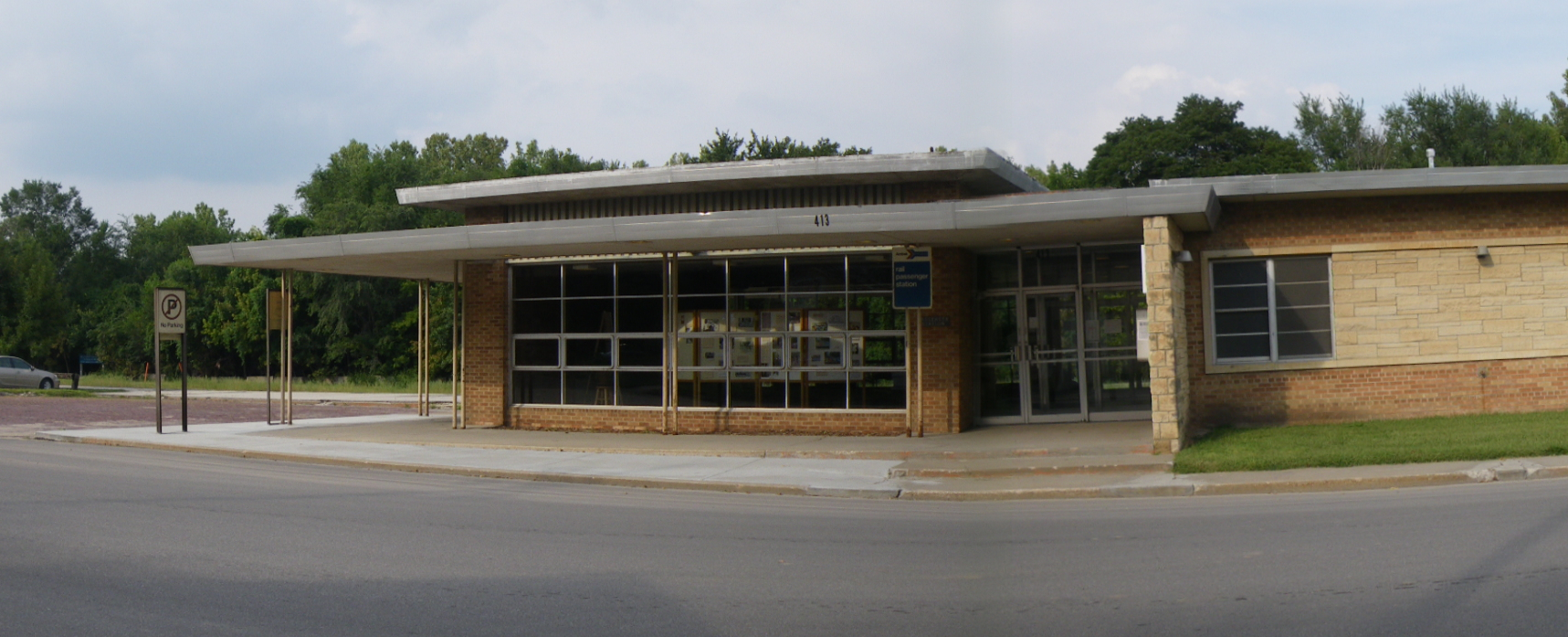
アムトラックのローレンス駅

州間高速道路70号線はローレンスの北東部都市間を結んでいる高速道路である。
ローレンスには二つのバスのシステムが存在する。ローレンス・トランジットは住民たちから「The T」という愛称でしたしまれている。この交通機関はローレンス市によって運営されている。「KU on Wheels」はカンザス大学によって運営されている。合計して18もの路線が開通している。これらのシステムはカンザス大学の学生職員またスタッフは無料で利用できる。これらの交通機関は「MV Transportation」によって所有されている。グレイハウンドが都市間の交通網の供給を行っている。さらに、カンザス州のジョンソン郡によるバスのシステムでカンザス大学とオーバーランドパークにある大学のキャンパスまでを繋いでいて「K-10 Connector」と呼ばれている。

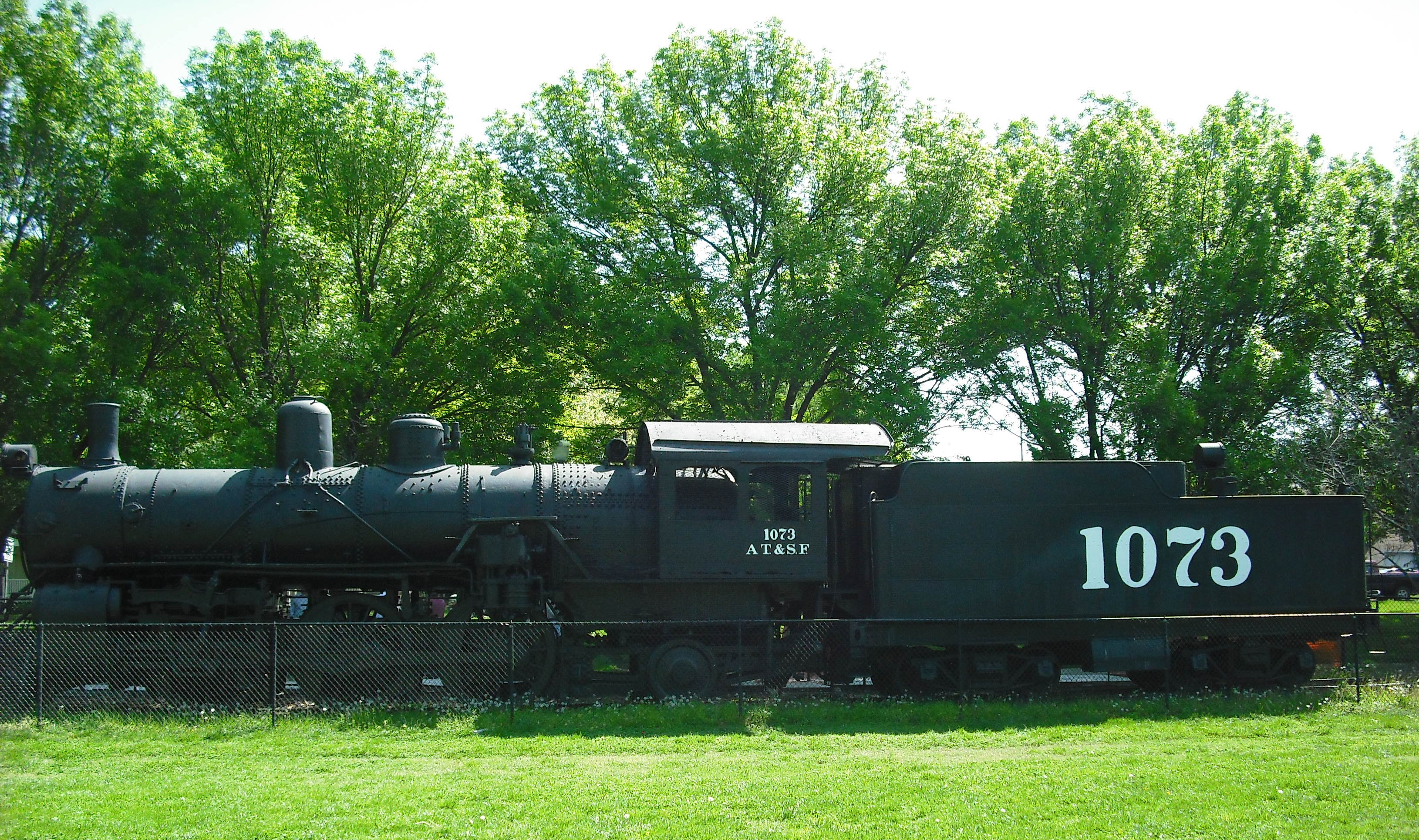
アッチソン・トピカ・アンド・サンタフェ鉄道の機関車

ローレンス地方自治体空港は北東のU.S. Route 40号線の高速道路付近に位置している。この空港は公的にゼネラル・アビエーションとして二つの滑走路を所有している。商業用の国際空港カンザスシティ国際空港が最も近い位置に存在している。この空港はローレンスダウンタウンから空港まで北東50マイルの距離がある。
ローレンスには二つの一級鉄道、BNSF鉄道とユニオン・パシフィック鉄道があり、それらはローレンスを通っている。BNSF鉄道は東から入り北の方向へ出ていく。この路線はカンザス川を大まかに沿っている。ユニオン・パシフィック鉄道はBNSF鉄道と同じ路線を辿っていくがカンザン川の北側に沿って走っている。この鉄道はローレンスの北東部をとおっている。BNSF線路を使ってアムトラックは旅客鉄道サービスを提供しており、サウスウェスト・チーフ路線を使ってロサンゼルスからシカゴまでを結んでいる。アムトラックのローレンス駅は少数のダウンタウン街区を結んでいる。

## 姉妹都市・提携都市

### アメリカ国外
姉妹都市
- オイティーン（ドイツ） - 1989年提携
- 平塚市（日本 神奈川県） - 1990年9月21日提携
- イニアデス（ギリシャ） - 2009年提携

## 大衆文化
ローレンスは1983年のテレビ映画ザ・デイ・アフターの撮影場所になった。さらに映画の一部のシーンにも実際に登場した。
ローレンスは1962年のホラー映画恐怖の足跡の撮影場所になった。
スーパーナチュラルのサム・ウィンチェスターとディーン・ウィンチェスターはローレンスから来た。ジェリコ 閉ざされた街にはローレンスが破壊された。
グーグルアース初期設定の段階での最初の地点として採用された。なぜならグーグルアースを開発したBrian McClendonがローレンス出身であり、さらに、彼はカンザス大学出身でグーグルアースの技術責任者であるからだ。

## 参照
1. ↑  “Behind LFK: The acronym created by local printmaker and KU alumna”. 2018年10月20日閲覧。
2. ↑  “Larryville”. 2011年4月7日閲覧。
3. ↑  “Lawrence, Kansas (KS) profile: population, maps, real estate, averages, homes, statistics, relocation, travel, jobs, hospitals, schools, crime, moving, houses, news, sex offenders”. 2018年10月20日閲覧。
4. ↑  “Incorporated Cities Alphabetical with Dates”.   Kansas Historical Society. 2018年12月16日時点のオリジナルよりアーカイブ。2019年5月24日閲覧。 List of Cities in Kansas and their incorporation dates. Lawrence is in the 2nd column on the 4th page.
5. ↑  GNIS entry for Lawrence, Kansas; USGS; October 13, 1978.
6. ↑  “Quickfacts.census.gov”. 2023年11月20日閲覧。
7. ↑   American FactFinder, United States Census Bureau 2008年1月31日閲覧。
8. ↑   US Board on Geographic Names, United States Geological Survey, (2007-10-25) 2008年1月31日閲覧。
9. ↑  “About Us | City of Lawrence, KS”. Ci.Lawrence.KS.us (1996年11月21日). 2012年5月5日時点のオリジナルよりアーカイブ。2012年5月21日閲覧。
10. ↑  “History”. The Shawnee Tribe. 2018年8月13日閲覧。
11. ↑  Andreas (1883), pp. 308–09.
12. ↑  Nelson (1995).
13. ↑  “About the City”.   Lawrence, KS. 2018年7月10日閲覧。
14. 1 2  Cordley (1895), p. 1.
15. 1 2  Childers (2011), pp. 48–70.
16. ↑  Gilman (1914), pp. 5–10.
17. ↑  Cordley (1895), pp. 1ー2.
18. ↑  Weiss, Kathy (2015年6月). “Free-Staters of Kansas”. Legends of America. 2018年5月30日閲覧。
19. ↑  Cordley (1895), pp. 3–4.
20. ↑  Cordley (1895), p. 13.
21. ↑  “Kansas Post Offices, 1828–1961 (archived)”.   Kansas Historical Society. 2014年5月29日時点のオリジナルよりアーカイブ。2014年6月8日閲覧。
22. ↑  “About Lecompton”. Historic Lecompton.   Lecompton, Kansas. 2018年5月26日閲覧。
23. ↑  Litteer (1987), p. 32.
24. ↑  Parker and Laird (1976), pp. 146 – 62.
25. ↑  “Samuel J. Jones (Sheriff), ca.1820-ca.1880”. Territorial Kansas. 2018年4月27日閲覧。
26. ↑  “John Brown's Day of Reckoning”.  Smithsonian Institution (2009年10月). 2018年4月27日閲覧。
27. ↑  Litteer (1987), pp. 4–7.
28. ↑  Connelley (2018) [1900], p. 44.
29. 1 2  “Wakarusa War”. Civil War on the Western Border: The Missouri-Kansas Conflict, 1854–1865 (2013年4月22日). 2015年9月5日閲覧。
30. 1 2  “Wakarusa War – KS-Cyclopedia – 1912”.   Skyways.Lib.KS.us. 2012年5月12日時点のオリジナルよりアーカイブ。2012年5月21日閲覧。
31. ↑  Bisel (2012), pp. 55-56.
32. ↑  Litteer (1987), pp. 13-14.
33. ↑  Kansas Territory Legislature (1858), pp. 218-19.
34. ↑  Andreas (1883), p. 310.
35. 1 2 3  Andreas (1883), pp. 324ー25.
36. ↑  “HINU | About Haskell”. Haskell.edu. 2012年5月18日時点のオリジナルよりアーカイブ。2012年5月21日閲覧。
37. ↑  “The Watkins Building | Watkins Community Museum of History | Douglas County Kansas”. WatkinsMuseum.org (2011年4月14日). 2012年5月21日閲覧。
38. ↑  “USGS - The 1951 Floods in Kansas Revisited”. KS.Water.USGS.gov. 2012年5月21日閲覧。
39. ↑  “The Local Flood Hazard | City of Lawrence, KS - Planning & Development Services”. LawrenceKS.org. 2012年5月21日閲覧。
40. ↑  “History of Lawrence, Kansas”. History.Lawrence.com. 2008年12月3日時点のオリジナルよりアーカイブ。2012年5月21日閲覧。
41. ↑  “Lawrence Memorial Hospital - History”. LMH.org. 2012年8月9日時点のオリジナルよりアーカイブ。2012年5月21日閲覧。
42. ↑  “Lawrence Journal-World - Google News Archive Search”. News.Google.com. 2014年11月10日閲覧。
43. ↑  Dary, David. Lawrence, Douglas County, Kansas: An Informal History. Lawrence: Allen Press, 1981.
44. ↑  List of Prisoner Of War (POW) Camps in Kansas, Genealogy Tracer
45. ↑  “The Story of The Free State Brewing Co. | Free State Brewing Company”. FreeStateBrewing.com. 2014年11月10日閲覧。
46. ↑  “US Gazetteer files 2010”.  United States Census Bureau. 2012年1月24日時点のオリジナルよりアーカイブ。2012年7月6日閲覧。
47. ↑  “Climatography of the United States No. 20 - 1971-2000”.  National Climatic Data Center. 2011年2月21日閲覧。
48. ↑  “Average weather for Lawrence, KS”.  The Weather Channel. 2011年6月13日閲覧。
49. ↑  Brackman (1997), p. 22.
50. ↑  “The Kansas herald of freedom. (Wakarusa, Kan. Territory) 1854-1860, January 27, 1855, Image 2”.  アメリカ議会図書館. 2019年5月23日閲覧。 Page 2, Section "Chart of Lawrence" (4th column, in the center).
51. ↑  “Search”. nrhp.focus.nps.gov. 2018年11月22日閲覧。
52. ↑  “Search”. nrhp.focus.nps.gov. 2018年11月22日閲覧。
53. ↑  “Search”. nrhp.focus.nps.gov. 2018年11月22日閲覧。
54. ↑  “Search”. nrhp.focus.nps.gov. 2018年11月22日閲覧。
55. ↑  “Search”. nrhp.focus.nps.gov. 2018年11月22日閲覧。
56. ↑  “Search”. nrhp.focus.nps.gov. 2018年11月22日閲覧。
57. ↑  “When Off-Campus College Students are Excluded, Poverty Rates Fall in Many College Towns - Poverty - Newsroom - U.S. Census Bureau”. 2013年8月1日時点のオリジナルよりアーカイブ。2014年11月10日閲覧。
58. ↑  “A study in poverty, or how college towns skew Census data - Policy Blog NH”.   policyblognh.org. 2014年11月10日時点のオリジナルよりアーカイブ。2014年11月10日閲覧。
59. 1 2  “Kansas Top Employers - KS Major Employers”. MBA-Today.com. 2014年11月10日閲覧。
60. ↑  “South Park”. LawrenceKS.org. 2016年3月6日時点のオリジナルよりアーカイブ。2016年6月14日閲覧。
61. ↑  “Centennial Park”. LawrenceKS.org. 2016年3月23日時点のオリジナルよりアーカイブ。2016年6月14日閲覧。
62. ↑  “100 Years Ago: New Bowersock Opera House Opens to Cheering Public”. LJWorld.com. 2014年11月10日閲覧。
63. ↑  “Bowersock Opera House - From the Ground Up”. Luna.KU.edu. 2014年11月10日閲覧。
64. ↑  “History”. EldridgeHotel.com. 2014年11月10日閲覧。
65. ↑  “Ghost”. EldridgeHotel.com. 2014年11月10日閲覧。
66. ↑  “National Register of Historic Places—Nomination Form”. Image1.NPS.gov. 2015年5月3日時点のオリジナルよりアーカイブ。2016年6月14日閲覧。
67. ↑  “This Old House Full of Lawrence History”. LJWorld.com. 2013年6月19日時点のオリジナルよりアーカイブ。2016年6月14日閲覧。
68. ↑  “National Register of Historic Places Inventory—Nomination Form”. Image1.NPS.gov. 2015年5月3日時点のオリジナルよりアーカイブ。2016年6月14日閲覧。
69. ↑  “History of The Castle - The Castle Tea Room”. CastleTeaRoom.com. 2014年11月10日閲覧。
70. ↑  “Schools that rock”. 2011年7月18日時点のオリジナルよりアーカイブ。2011年4月6日閲覧。
71. ↑  “36 hours in Lawrence, Kan.”. The New York Times. (2005年2月25日) 2011年4月6日閲覧。
72. ↑  “Esquire's Best Bars in America” (2007年5月21日). 2011年8月11日閲覧。
73. ↑  “Lawrence City Commissioners”.   City of Lawrence, KS. 2018年8月8日閲覧。
74. ↑  選挙結果を見たい方はこちらまで–  Leip, David: “1992 Presidential General Election Data Graphs”.   US Election Atlas. 2018年8月8日閲覧。
  -  Leip, David: “1996 Presidential General Election Data Graphs”.   US Election Atlas. 2018年8月8日閲覧。
  -  Leip, David: “2000 Presidential General Election Data Graphs”.   US Election Atlas. 2018年8月8日閲覧。
  -  Leip, David: “2004 Presidential General Election Data Graphs”.   US Election Atlas. 2018年8月8日閲覧。
  - “2008 General Election Results”.  Douglas County, KS (2008年). 2018年8月8日閲覧。
  - “2012 General Election Results”.  Douglas County, KS (2012年). 2018年8月8日閲覧。
  - “2016 General Election Results”.  Douglas County, KS (2016年). 2018年8月8日閲覧。
75. ↑  Lawhorn, Chad (2007年8月1日). “Domestic Partnership Registry Opens Today”. Lawrence Journal-World 2014年2月18日閲覧。
76. ↑  “KU News -  KU enrollment breaks 30,000; sets records in minority enrollment, ACT scores”.   news.ku.edu. 2014年11月10日閲覧。
77. ↑  “Kansas TV Markets”.   EchoStar Knowledge Base. 2011年7月26日時点のオリジナルよりアーカイブ。2011年6月15日閲覧。
78. ↑  “About Us”.  Lawrence Transit. 2011年7月25日時点のオリジナルよりアーカイブ。2011年6月17日閲覧。
79. ↑  “Route Map”.  Lawrence Transit. 2011年6月17日閲覧。
80. ↑  “Fares & Bus Passes”.   KU on Wheels. 2011年10月3日時点のオリジナルよりアーカイブ。2011年6月17日閲覧。
81. ↑  “Locations : States : Kansas”.  Greyhound Lines. 2011年7月12日時点のオリジナルよりアーカイブ。2011年6月17日閲覧。
82. ↑  “The Jo Routes”.   Johnson County Transportation. 2012年8月17日閲覧。
83. ↑  “KLWC - Lawrence Municipal Airport”.  AirNav.com. 2011年6月17日閲覧。
84. ↑  “Travel”.   Lawrence Convention & Visitors Bureau. 2011年6月13日時点のオリジナルよりアーカイブ。2011年6月17日閲覧。
85. ↑  “Kansas Operating Division”.  BNSF Railway (2009年4月1日). 2011年3月25日時点のオリジナルよりアーカイブ。2011年6月17日閲覧。
86. ↑  “Southwest Chief”.  Amtrak. 2011年6月17日閲覧。
87. ↑  “Lawrence, KS (LRC)”.  Amtrak. 2011年6月17日閲覧。
88. ↑  “Fallout from 'The Day After'”.   Lawrence.com (2003年11月19日). 2019年4月1日閲覧。
89. ↑  Champlin, Charles (1990年4月19日). “The Reincarnation of 'Carnival of Souls'”. The New York Times. 2016年12月27日閲覧。
90. ↑  “N. Lawrence looking to benefit from publicity for CBS drama / LJWorld.com”.   www2.ljworld.com. 2014年11月10日閲覧。
91. ↑  “Lawrence is the center of the world for more than Jayhawk fans | Kansan.com”. Kansan.com. 2011年7月13日時点のオリジナルよりアーカイブ。2014年11月10日閲覧。